# Spanish Town, Brittiska Jungfruöarna

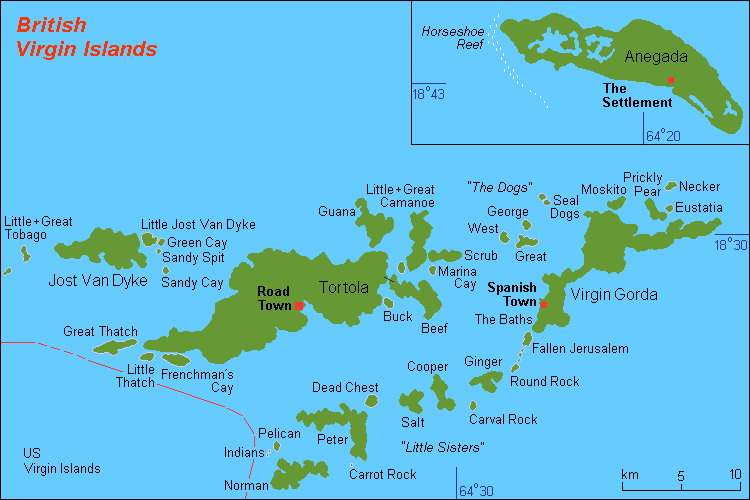
Brittiska Jungfruöarna

Spanish Town är huvudort på ön Virgin Gorda bland de Brittiska Jungfruöarna i Västindien.

## Staden
Spanish Town är belägen vid viken Thomas Bay på udden längst ned på öns sydvästra del och har ca 3 000 invånare.
Centrum utgörs av området kring den lilla hamnen och gatorna Lee Road, Little Road, North Road och Crabbe Hill Road. Det finns ett fåtal historiska byggnader som "Methodist Church" och "St. Mary’s Episcopal Church". Stadsgränsen är mycket lös och staden övergår i området The Valley som området mellan kullarna på udden ibland också kallas.
Förutom förvaltningsbyggnader, en sjukvårdsinrättning, postkontor och 1 bank finns även en rad shoppingmöjligheter främst kring hamnen.
Strax utanför söder om staden ligger även den historiska "Copper Mine National Park", en koppargruva med verkstäder och bostäder som stängde 1862.
Stadens hamn "Virgin Gorda Yacht Harbour" är ett populärt mål för större och mindre fritidsbåtar, hamnen har även dagliga färjeförbindelser med bl.a. Road Town på Tortola.
Stadens flygplats Virgin Gorda Airport (flygplatskod "VIJ") har kapacitet för lokalt flyg och ligger öster om centrum vid Taylors Bay.

## Historia
Namnet härstammar troligen från de första spanska bosättarna i början på 1500-talet eller är en förvanskning av namnet "Penniston" som bosättningen också kallades.
1672 införlivades ön i den brittiska kolonin Antigua.
1680 blev den lilla staden huvudort i de Brittiska Jungfruöarna innan förvaltningen 1741 flyttades till Tortola.
Redan i början på 1500-talet bröts koppar i en rad gruvor på ön. Den bäst bevarade gruvan kallas bara Copper Mine och är idag en "National Park". Gruvan startades av engelska gruvarbetare från Cornwall och verksamheten blomstrade i början på 1800-talet fram till gruvans stängning 1862.
Idag är turism öarnas största inkomstkälla.